# 七腳川社
七腳川社為阿美語的台語音譯，又有譯為直腳宣、竹腳宣，現多漢譯為知卡宣，是過去曾經存在的南勢阿美族部落，原址位於吉安鄉太昌村。七腳川社在加禮宛事件後成為奇萊平原最大勢力，但在七腳川事件後遭到日本人毀社，族人流散各地。

## 歷史
七腳川社的歷史最早可以追溯到1630年的西班牙文獻，東臨南勢六社、北臨太魯閣族、南臨木瓜番。加禮宛事件時，七腳川社協助截斷撒奇萊雅族和木瓜番之間的聯絡，並截殺竄離的加禮宛人。清廷為了獎勵七腳川人，贈與銀帛。七腳川社也藉機越過七腳川溪向北壯大發展，一躍成為奇萊平原最大族群。